# Kommunalwahlen in Bergisch Gladbach

Wappen von Bergisch Gladbach mit dem Bergischen Löwen

Die Kommunalwahlen in Bergisch Gladbach finden alle fünf Jahre statt. Der Stadtrat hat aktuell 56 Sitze, die sich auf sieben Parteien und Wählergruppen verteilen.

## Stadtgebiet
Das heutige Stadtgebiet von Bergisch Gladbach entstand 1975 durch die Zusammenlegung der beiden bis Ende 1974 selbstständigen Städte Bergisch Gladbach und Bensberg. Dabei wurden die früheren Stadtteile Immekeppel und Untereschbach an die Stadt Overath sowie Dürscheid an die Gemeinde Kürten abgetreten. Von der Gemeinde Odenthal kam der Stadtteil Schildgen hinzu. Wesentliche Rechtsgrundlage war das Köln-Gesetz. Bergisch Gladbach ist seit 1977 eine Großstadt. Die Stadt zählt zum Rheinisch-Bergischen Kreis. Der Stadtrat hat 56 Sitze (bis zur Wahl 2020 waren es 62 Sitze).

## Geschichte
Bei den Wahlen für den Stadtrat bewarben sich insbesondere die CDU, die SPD, die FDP, Bündnis 90/Die Grünen (vor 1990: Die Grünen), die Bürger für Bergisch Gladbach und Bensberg (kurz BfBB), die KIDitiative und die Die Linke (zuvor: Linkspartei).
1999 wurde Maria Theresia Opladen (CDU) Bürgermeisterin.
Die Wahlbeteiligung bei den Kommunalwahlen in NRW 2004 lag in Bergisch Gladbach bei 56,0 %, 2009 bei 56,9 %. Bürgermeister wurde Klaus Ort (SPD).
Die CDU wurde 2009 stärkste Fraktion. Sie stellte zugleich den Bürgermeister. Die Fraktion Bürger für Bergisch Gladbach und Bensberg (BfBB) löste sich in der folgenden Periode bereits 2009 auf, zwei ehemalige BfBB-Ratsmitglieder bildeten die eigene Fraktion FWG, das dritte Mitglied trat der Fraktion der Linken bei. Diese benannte sich in Die Linke/BfBB um. Somit entstanden acht Fraktionen.
Bei den Kommunalwahlen in Nordrhein-Westfalen 2014 bewarben sich zur Ratswahl in Bergisch Gladbach folgende Gruppen: CDU, SPD, Grüne, FDP, Bürgerpartei GL, Alternative für Deutschland, Demokrative14 (vormals Kiditiative, verstärkt durch Piraten), Bürger für Bergisch Gladbach und Bensberg, Die Linke und die Bürgerbewegung pro NRW (nur 13 von 26 Wahlbezirken abgedeckt). Zwölf Kandidaten von pro NRW wurden vom Wahlausschuss nicht zugelassen, zum Teil aufgrund von Formfehlern, einige Personen wussten gar nicht, dass sie nominiert worden waren; alle anderen Gruppen stellten Kandidaten für alle 26 Wahlbezirke.
Bei der Wahl zum Integrationsrat 2014 (ab dem 28. April 2014) traten die Internationale Liste, die Demokratische Liste, sowie drei Einzelbewerber aus der Bürgerpartei GL an. Von 13.080 Wahlberechtigten nahmen 1.490 Menschen an der Wahl teil.
Die Wahlperiode der 2014 gewählten Gremien, darunter des Stadtrates von Bergisch Gladbach, war durch das Gesetz zur Stärkung der kommunalen Demokratie einmalig auf 77 Monate verlängert worden, sodass die Folgewahl (wieder für fünf Jahre) erst im Jahr 2020 stattfand.
Bei den Kommunalwahlen in Nordrhein-Westfalen 2020 am 13. September 2020 traten sieben Parteien und Wählergruppen zur Wahl des Stadtrats an: CDU, SPD, Grüne, FDP, AfD, BGL und erstmals die Freie Wählergemeinschaft (FWG). Bei der am gleichen Tag durchgeführten Bürgermeisterwahl wurde Frank Stein (SPD) gewählt, der von SPD, Grünen und FDP unterstützt wurde.

## Stimmenanteile
Stimmenanteile der Parteien in Prozent.
| Jahr | CDU  | SPD  | Grüne | FDP  | BfBB | KID | Linke | AfD | BGL | FWG |
| ---- | ---- | ---- | ----- | ---- | ---- | --- | ----- | --- | --- | --- |
| 1975 | 51,5 | 38,0 |       | 9,8  |      |     |       |     |     |     |
| 1979 | 52,5 | 37,6 |       | 9,2  |      |     |       |     |     |     |
| 1984 | 46,8 | 33,1 | 11,7  | 8,1  |      |     |       |     |     |     |
| 1989 | 43,8 | 34,9 | 10,3  | 11,0 |      |     |       |     |     |     |
| 1994 | 47,3 | 34,2 | 12,2  | 6,3  |      |     |       |     |     |     |
| 1999 | 52,8 | 27,2 | 8,8   | 6,6  |      | 4,6 |       |     |     |     |
| 2004 | 36,8 | 27,0 | 13,6  | 10,7 | 5,5  | 6,5 |       |     |     |     |
| 2009 | 40,3 | 24,9 | 13,1  | 10,0 | 4,4  | 3,8 | 3,4   |     |     |     |
| 2014 | 41,9 | 24,1 | 15,9  | 5,6  |      | 1,2 | 4,4   | 4,4 | 1,7 |     |
| 2020 | 36,2 | 19,1 | 28,7  | 5,1  |      |     |       | 4,6 | 2,9 | 3,4 |

- BfBB = Bürger für Bergisch Gladbach und Bensberg

## Sitze
| Sitzverteilung 2020 im StadtratInsgesamt 56 Sitze - SPD: 10 - Grüne: 16 - FWG: 2 - FDP: 3 - BGL: 2 - CDU: 20 - AfD: 3 | Sitzverteilung 2014 im StadtratInsgesamt 62 Sitze - Linke: 3 - SPD: 15 - Grüne: 10 - D14: 1 - FDP: 3 - BGL: 1 - CDU: 26 - AfD: 3 | Sitzverteilung 2009 im Stadtrat nach Spaltung BfBBInsgesamt 62 Sitze - Linke: 2 - BfBB: 1 - SPD: 16 - Grüne: 8 - KIDitiative: 2 - FWG: 2 - FDP: 6 - CDU: 25 |

Die Sitze im Stadtrat von Bergisch Gladbach verteilen sich wie folgt:
| Jahr | CDU | SPD | Grüne | FDP | BfBB | KID | Linke | AFD | BGL | FWG | WGr/E | Sonstige | Gesamt   |
| ---- | --- | --- | ----- | --- | ---- | --- | ----- | --- | --- | --- | ----- | -------- | -------- |
| 1989 | 26  | 21  | 6     | 6   |      |     |       |     |     |     |       |          | 59 Sitze |
| 1994 | 29  | 20  | 7     | 3   |      |     |       |     |     |     |       |          | 59 Sitze |
| 1999 | 28  | 14  | 5     | 3   |      |     |       |     |     |     | 2     |          | 52 Sitze |
| 2004 | 24  | 18  | 9     | 7   |      |     |       |     |     |     |       | 8        | 66 Sitze |
| 2009 | 25  | 16  | 8     | 6   | 3*   | 2   | 2     |     |     |     |       |          | 62 Sitze |
| 2014 | 26  | 15  | 10    | 3   |      | 1   | 3     | 3   | 1   |     |       |          | 62 Sitze |
| 2020 | 20  | 10  | 16    | 3   |      |     |       | 3   | 2   | 2   |       |          | 56 Sitze |

* vor Spaltung

## Bürgermeisterwahlen
2009
| Kandidaten                     | absolut | %    |
| ------------------------------ | ------- | ---- |
| Lutz Urbach, CDU/FDP           | 25.131  | 50,5 |
| Klaus Orth, SPD                | 18.894  | 38,0 |
| Renate Beisenherz-Galas, Grüne | 3.126   | 6,3  |
| Alexander Voßler, KID          | 1.139   | 2,3  |
| Tomás M. Santillán, Linke      | 1.464   | 2,9  |

2014
Bei der Wahl des Bürgermeisters am 25. Mai 2014 wurden 48.206 gültige Stimmen abgegeben, davon entfielen auf:
| Kandidaten                  | absolut | %    |
| --------------------------- | ------- | ---- |
| Lutz Urbach, CDU            | 24.454  | 50,7 |
| Michael Schubek, SPD        | 13.465  | 27,9 |
| Peter Baeumle-Courth, Grüne | 5.463   | 11,3 |
| Jörg Krell, FDP             | 1.892   | 3,9  |
| Tomás M. Santillán, Linke   | 2.048   | 4,2  |
| Klaus Graf, Demokrative14   | 884     | 1,8  |

Zum hauptamtlichen Bürgermeister wurde Lutz Urbach (CDU) gewählt. Da dieser mehr als die Hälfte der gültigen Stimmen auf sich vereinen konnte, war keine Stichwahl notwendig.
2020
Bei der Wahl des Bürgermeisters am 13. September 2020 wurden 48.779 gültige Stimmen abgegeben, davon entfielen auf:
| Kandidaten                   | absolut | %     |
| ---------------------------- | ------- | ----- |
| Frank Stein, SPD/Grüne/FDP   | 25.321  | 52,32 |
| Christian Buchen, CDU        | 18.973  | 39,20 |
| Iro Herrmann, Bürgerliste GL | 2.093   | 4,32  |
| Günther Schöpf, AfD          | 2.014   | 4,16  |

Zum hauptamtlichen Bürgermeister wurde Frank Stein (SPD) gewählt. Da er die absolute Mehrheit von 50 % der abgegebenen Stimme auf sich vereinte, war eine Stichwahl nicht notwendig.